# John Eric Adair
John Eric Adair (* 18. Mai 1934) ist ein britischer und weltweit erster, inzwischen emeritierter, Professor für „Leadership Studies“ an der University of Surrey.

## Werdegang
Als Zugführer der Scots Guards diente Adair in Ägypten. Später wurde er der einzige britische Militärangehörige, der in der Arabischen Legion diente, wo er Adjutant eines Beduinenregiments wurde. Nach Beendigung seiner Militärlaufbahn wurde er Matrose und arbeitete auf einem Fischkutter. Später arbeitete er als Krankenpfleger im Operationssaal.
Adair absolvierte an der University of Cambridge ein Studium. Im Anschluss an das Studium wurde er Ausbilder für Militärgeschichte und Führungsthemen an der Militärakademie Sandhurst (RMAS). Er wurde Director of Studies am St. George’s House in Windsor Castle. Zwei Jahre später wurde er stellvertretender Direktor der Industrial Society, wo er sein Konzept der Action-Centered Leadership vorstelle. 1979 wurde Adair zum weltweit ersten Professor für Führungsstudien (Professor of Leadership Studies) an der University of Surrey ernannt. Von 1981 bis 1986 arbeitete Adair mit John Harvey-Jones an einer strategischen Neuausrichtung von ICI und verhalf diesem, zum ersten britischen Unternehmen zu werden, das eine Milliarde Pfund Sterling Gewinn erwirtschaftete.
Im Verlauf seiner Karriere erreichte Adair einen „Master of Letters“ von der University of Oxford sowie einen Doktor für Philosophie vom King’s College London.

## Arbeiten und Wirkung
Am bekanntesten ist Adair durch seine Arbeiten zur Menschenführung, die seiner Meinung nach, und ähnlich wie von Warren Bennis beschrieben, unterschieden wird von Management und eine erlernbare Fähigkeit darstellen. In Adairs Modell, der Action Centred Leadership, werden drei überlagernde Kreise für die Hauptaufgaben der Führung gezeigt. Die Kreise enthalten die Aufgaben:
- die Aufgabe erfüllen
- das Team aufbauen und zusammenhalten
- den Einzelnen fördern

Hierzu nennt Adair Führungsfunktionen, die der Führer erfüllen soll:
1. Definition der Aufgabe – Aufgaben müssen in klare (SMART) Anweisungen heruntergebrochen werden.
2. Planung: Planung erfordert die Suche nach Alternativen und wird idealerweise mit offenem Geist in multifunktionalen Teams erreicht.
3. Briefing: Die Information des Teams ist eine Kernfunktion, die der Führer erfüllen muss.
4. Steuerung: Der gute Führer steuert sich selbst, delegiert und überwacht die delegierten Aufgaben effizient.
5. Bewertung: Der Führer muss lernen, die Konsequenzen seines Handelns abzuschätzen.
6. Motivation: Motivation führt Adair auf sechs Faktoren zurück (sei motiviert, wähle motivierte Mitarbeiter, setze realistische, herausfordernde Ziele, erinnere dich daran, dass Fortschritt motiviert, belohne fair und zolle deine Anerkennung).
7. Organisieren: Gute Führer organisieren sich selbst, ihr Team und die Organisation.
8. Sei ein Beispiel: Gute Führer leben ihr Credo gegenüber Einzelnen und Teams.

Diese Funktionen müssen nach Adair permanent weiterentwickelt und geübt werden, um als Führer langfristig erfolgreich zu sein. Nicht allein aufgrund der aktiven Vermarktung seiner Ideen gilt Adair als einer der führenden britischen Experten für Führungsthemen. Er arbeitet als Consultant für die britischen Streitkräfte und schottischen Polizeieinheiten.

## Ehrungen
Adair wurde mit einem Stipendium der St. Paul’s School an der University of Cambridge gefördert. Er ist Fellow der Royal Historical Society. Ihm wurde von einer chinesischen Universität ein Ehrendoktor für seine außerordentlichen Forschungen und Beiträge zur Führung verliehen.

## Bibliografie (Auswahl)
Adair hat über 40 Bücher veröffentlicht, von denen einige in mehrere Sprachen übersetzt wurden.
- The Pilgrims’ Way: Shrines and Saints in Britain and Ireland, 1978
- The Art of Creative Thinking: How to be Innovative and Develop Great Ideas, 1990
- Decision Making & Problem Solving Strategies, 1997
- Time Management and Personal Development, 1999
- Inspiring Leadership: Learning from Great Leaders, 2002
- The John Adair Handbook of Management and Leadership, 2004
- Develop your Leadership Skills, 2007
- Strategic Leadership, 2011
- The John Adair Lexicon of Leadership: The Definitive Guide to Leadership Skills and Knowledge, 2011